# Calpenia zerenaria
Calpenia zerenaria är en fjärilsart som beskrevs av Charles Oberthür 1886. Calpenia zerenaria ingår i släktet Calpenia och familjen björnspinnare. Inga underarter finns listade i Catalogue of Life.